# Symbole Kolumbii Brytyjskiej
Oficjalne symbole prowincji Kolumbia Brytyjska
| Motto                                    | Motto |
| ---------------------------------------- | --- |
| Splendor Sine Occasu Niezachodzący blask | |
| Flaga                                    | |
| Kolumbia Brytyjska                       | Składa się z dwóch poziomych pasów. Górny nieco węższy to flaga Zjednoczonego Królestwa tzw. Union Jack z dodatkowym elementem - złotą koroną umieszczoną w centralnym punkcie. Ta cześć flagi symbolizuje brytyjskie korzenie prowincji oraz monarchiczność Kanady. Dolna części pokazuje złote, zachodzące słońce, będące odwołaniem do motta, na tle biało niebieskich fal symbolizując ocean. Flaga w obecnym kształcie została przyjęta w 1960. |
| Herb                                     | |
|                                          | Tarcza herbowa ma te same motywy co flaga prowincji (zobacz powyżej). Podpierają je: z prawej (heraldycznie) samiec wapiti typowy dla wyspy Vancouver, a z lewej owca kanadyjska występujący w części kontynentalnej prowincji. Tarcza herbowa zwieńczona jest hełmem z przyłbicą i biało-czerwonym pióropuszem (oficjalne kolory kanadyjskie). Hełm symbolizuje suwerenność. Na hełmie spoczywa królewska korona, symbol monarchii Kanady. Na jej szczycie stoi ukoronowany lew, symbol gubernatora, przedstawiciela monarchii w prowincji. Tarcze herbową obejmuje od dołu biała szarfa z wypisanym mottem prowincji, spleciona z gałązkami kwiatu prowincjonalnego (zobacz poniżej). Herb prowincji został nadany w roku 1871 i miał pierwotnie dużo prostszą formę. Poprzez szereg zmian uzyskał współczesną postać, oficjalnie zatwierdzoną w 1987 roku. |
| Symbole zwierzęce i roślinne             | |
|                                          | Cyanocitta stelleri (modrosójka czarnogłowa) – spotykany powszechnie w całej prowincji jest średniej wielkości ptakiem o czarnoniebieskim upierzeniu. Ptak został wybrany w wyniku plebiscytu i zaadaptowany jako symbol w 1987 roku. |
|                                          | Cornus nuttallii (dereń Nuttalla) – jest krzewem, którego gałęzie osiągają wysokość 6–8 m. W okresie wiosennym obsypują się niewielkimi, białymi kwiatami. Jesienią krzewy owocują jasnoczerwonymi owocami. Roślina powszechnie spotykana na terenie prowincji. Symbol zaadaptowany w 1956 roku. |
|                                          | Thuja plicata donn (żywotnik olbrzymi) – drzewo to posiadało bardzo duże znaczenie gospodarcze dla Indian z Brytyjskiej Kolumbii. Łatwe w obróbce i trwałe służyło do wyrobu narzędzi i budowy szałasów. Odgrywa też istotną rolę we współczesnym przemyśle drzewnym. Zaadaptowane jako symbol w 1988 roku. |
| Symbol mineralny                         | |
|                                          | Jadeit – wydobywany w wielu miejscach w prowincji jest cenionym kamieniem jubilerskim, używanym także do wyrobu pamiątek i figurek. Symbol zaadaptowany w 1968 roku. |
| Tartan                                   | |
|                                          | Szkocka krata: Dominuje w niej kolor czerwony. Symbolika kolorów: - Czerwony – jeden z kolorów Kanady, wzorowany na kolorze kanadyjskiego klonu. - Niebieski – ocean - Biały – kolor kwiatu prowincjonalnego (także drugi oficjalny kolor Kanady) - Zieleń – lasy. |
| Tablica rejestracyjna pojazdów           | |
|                                          | Element graficznystylizowana flaga prowincji SloganBeautiful British Columbia - Piękna Kolumbia Brytyjska |